# Никола Попов (кмет на Шумен)
 Вижте пояснителната страница за други личности с името Никола Попов.
Никола Куцаров Попов е български революционер и политик.

## Биография
Роден е през 1850 г. в Шумен във виден шуменски род. Получава образование в родния си град. От 1873 до 1876 г. членува в шуменския революционен комитет. Сподвижник е на Панайот Волов. През 1875 г. е задържан заедно с други по време на френската сватба (прекъсване на сватбата между българка и белгиец).[ неясно? ] По време на временно руско управление е помощник-кмет на града. От 1878 до 1879 г. е председател на Градския управителен съвет на Шумен. С либерални убеждения. В учредителното събрание е депутат „по звание“ като председател на шуменския градски съвет. Не е известно кога и къде е починал.